# Quercus cedrosensis
Espèce
Classification phylogénétique
Statut de conservation UICN

 VU D2 : Vulnérable
Le chêne de l'île Cedros (Quercus cedrosensis) est une espèce de chêne buissonnant de la famille des fagacées. L'espèce est menacée du fait de la destruction de son habitat.